# 施舟人
施舟人 （1934年10月23日—2021年2月18日），生于瑞典，荷兰血统，汉学家，與顾彬、施寒微並稱“欧洲三大汉学家”。他精通八种语言，以道教的研究著称于世，也是一位正式受籙的正一派道士。曾在福州大学担任教授，并且任职福州大学世界文明研究中心主任。

## 生平
1934年，施舟人出生在瑞典。早年在法国巴黎大学研读中文、日文、远东美术史和宗教人类学，师从法国汉学家康德谟（Maxime Kaltenmark），专攻中国历史文化。
1962年，前往台湾中央研究院學習道教研究。為了深入了解道教系統，他決定親身參與其中，在台湾台南師從道家大師陳榮盛，受籙成為了正一派道士。
1972年，任职于法国高等研究院宗教部中国宗教史讲座教授，讲中国宗教史。
1976年，在法国巴黎创办了欧洲汉学协会。
1979年，远赴中国，通过和法国国家科学研究中心、荷兰莱顿大学、北京大学、中国社科院、北京社科院的沟通和联系，创建了汉学专项《圣城北京》，此專項在90年代有其學生封從德深度參與。
1992年，担任荷兰莱顿大学汉学特邀担讲座教授。
2001年，夫妻定居中国福州，被聘为福州大学特聘教授，并创建福州大学世界文明研究中心，即俗称的“西观藏书楼”。
2021年2月18日凌晨，在阿姆斯特丹的一家醫院於家人陪伴下去世，消息由法國漢學家戴文琛（Vincent DURAND-DASTÈS）發佈。

## 家庭
妻子袁冰凌，毕业于荷兰莱顿大学，现任福州大学人文社会学院副院长。两人1991年在莱顿大学认识，2000年在法国巴黎结婚，育有女儿施心韵。還有兩個與前任妻子所生的女兒，埃絲特(Esther)和喬安娜(Johanna)。

## 思想
施舟人首次提出了建立“文化基因库”，并且历时25年整理了中国《道藏》文献。

## 评价
施舟人是欧洲汉学第四代传人，第一代是沙畹，第二代是马伯乐，第三代是康德谟。

## 奖项和荣誉

### 荣誉
- 荷兰皇家科学院院士
- 法国高等研究院特级教授

### 奖项
2004年6月18日，施舟人荣获法兰西骑士勋章。
中华人民共和国在华外国专家“友谊奖”。
2009年，施舟人荣获“泊客中国：中国因你而美丽”文化大奖。

## 作品

### 中文著作
- 《中国文化基因库》，北京大学出版社，2002年，ISBN 9787301058084。
- 《远近丛书之童年》，北京大学出版社，2011年，ISBN 9787301183762。

### 英文著作
- The Taoist Canon， ed. Kristofer Schipper and Franciscus Verellen， The University of Chicago Press 2005， ISBN 978-0-226-73817-8.
- The Taoist Body. Berkeley: University of California Press， 1993.

Schipper， Kristofer， Tao. De levende religie van China， Amsterdam (Meulenhoff) 1988， ISBN 90-290-7731-X (5e druk 2006).
Translation by Schipper of his Le corps taoïste. Corps physique， corps social， Parijs (Fayard) 1982.
- Zhuangzi， De innerlijke geschriften， transl. from the Chinese by Kristofer Schipper， Amsterdam (Meulenhoff) 1997， ISBN 90-290-5619-3
- Zhuang Zi， De volledige geschriften. Het grote klassieke boek van het taoïsme， transl. from the Chinese and anotated by Kristofer Schipper， Amsterdam (Uitgeverij Augustus) 2007， ISBN 978-90-457-0085-4， 439 pg.

## 脚注
1. ↑  道家老子是周朝人，而庄子名“周”，都有个“周”字。Schipper源自schip/ship，在荷兰语中意为船夫。故取其名曰“施舟人”，同时包含有作为东西方文化的桥梁“渡人”的意思。